# O2-arenan

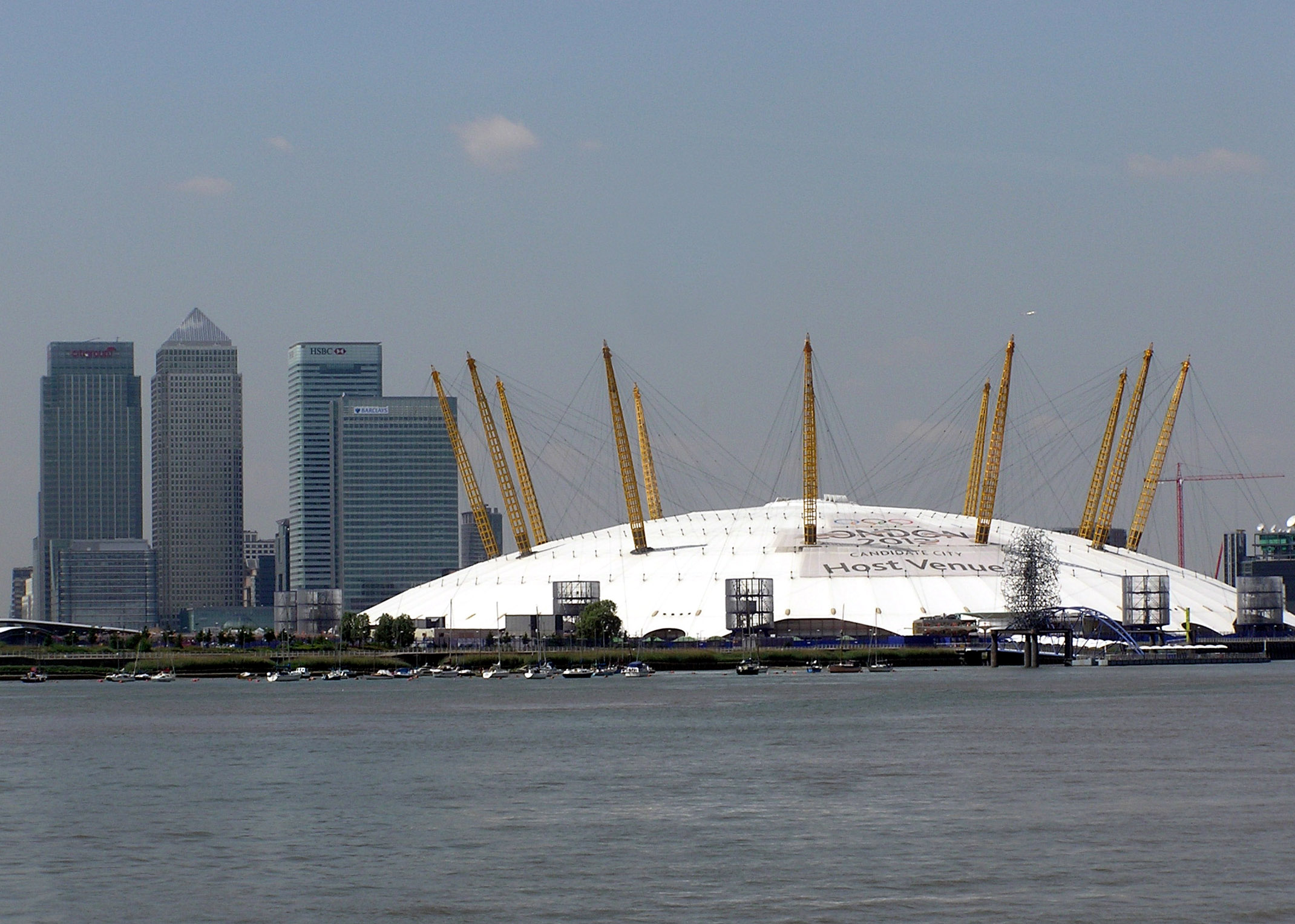
The O2, nöjeskomplexet i vilket bland annat O2-arenan är belägen.

O2-arenan (engelska The O2 Arena) är en inomhus-multiarena belägen i underhållningskomplexet The O2 i London, England. Under Sommar-OS 2012 gick arenan under namnet North Greenwich Arena.
Med en publikkapacitet på omkring 20 000, beroende på evenemangstyp, är den en av Europas största inomhusarenor. Arenan används för musik-, sport- och underhållningsevenemang. O2 har de senaste åren varit världens mest besökta musikarena, sett till antalet sålda biljetter per år. År 2009 sålde O2-arenan 2,3 miljoner biljetter, långt fler än Manchester Evening News Arena, Sportpaleis i Belgien och Madison Square Garden i New York 

## Musikevenemang
Vid invigningen av O2 hölls en konsert med Bon Jovi. Genom åren har arenan varit konsertplats för Spice Girls, Led Zeppelin, Britney Spears, Beyoncé, Lady Gaga, Muse, Westlife, One Direction med flera.

## Sportevenemang
O2 var 2009-2014 arena för ATP World Tour Finals i tennis. O2 har även varit arena för internationella tävlingar och mästerskap inom gymnastik, boxning, basket, ishockey med flera sporter. Flera Ultimate Fighting Championship-tävlingar har hållits här, liksom WWE-showerna RAW och SmackDown!, och två NHL-matcher i hockey.
Under Sommar-OS 2012 var O2 arena för gymnastik och finalerna i basket.

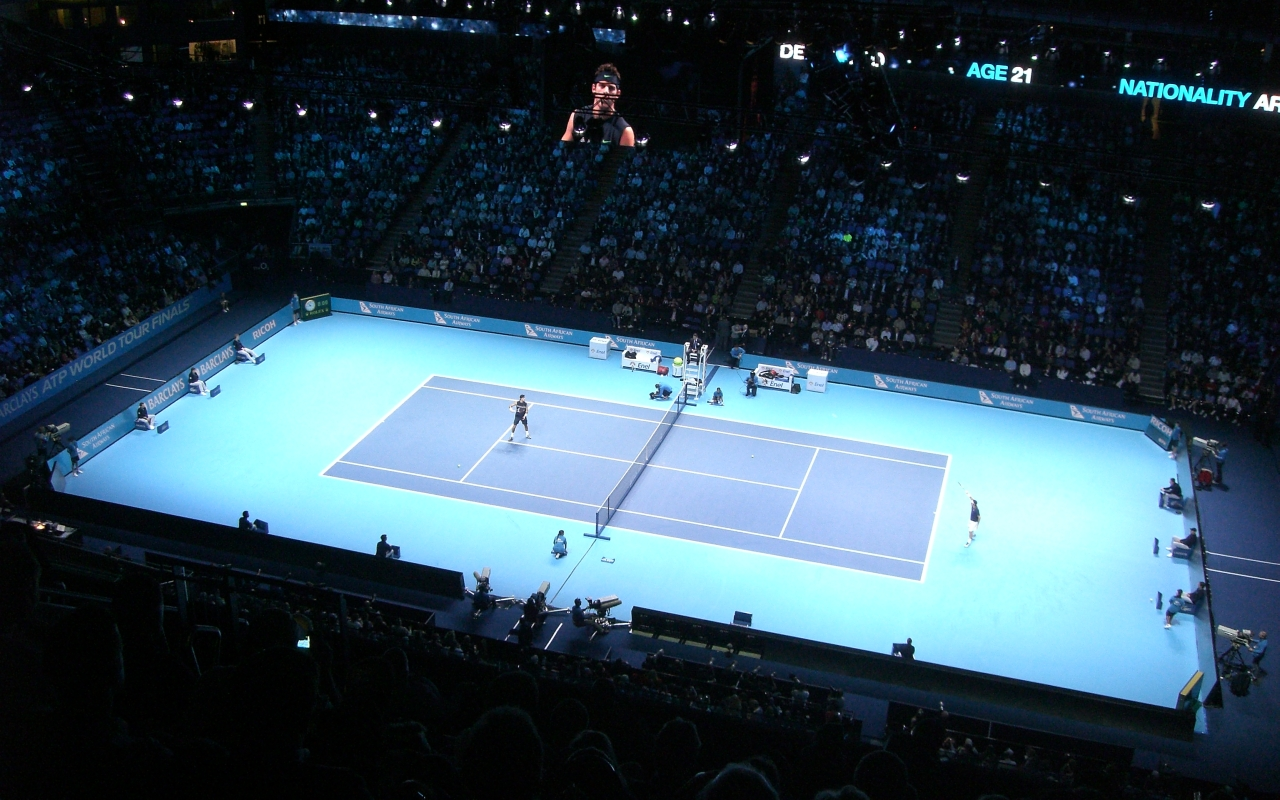
World Tour Finals i tennis 2009.
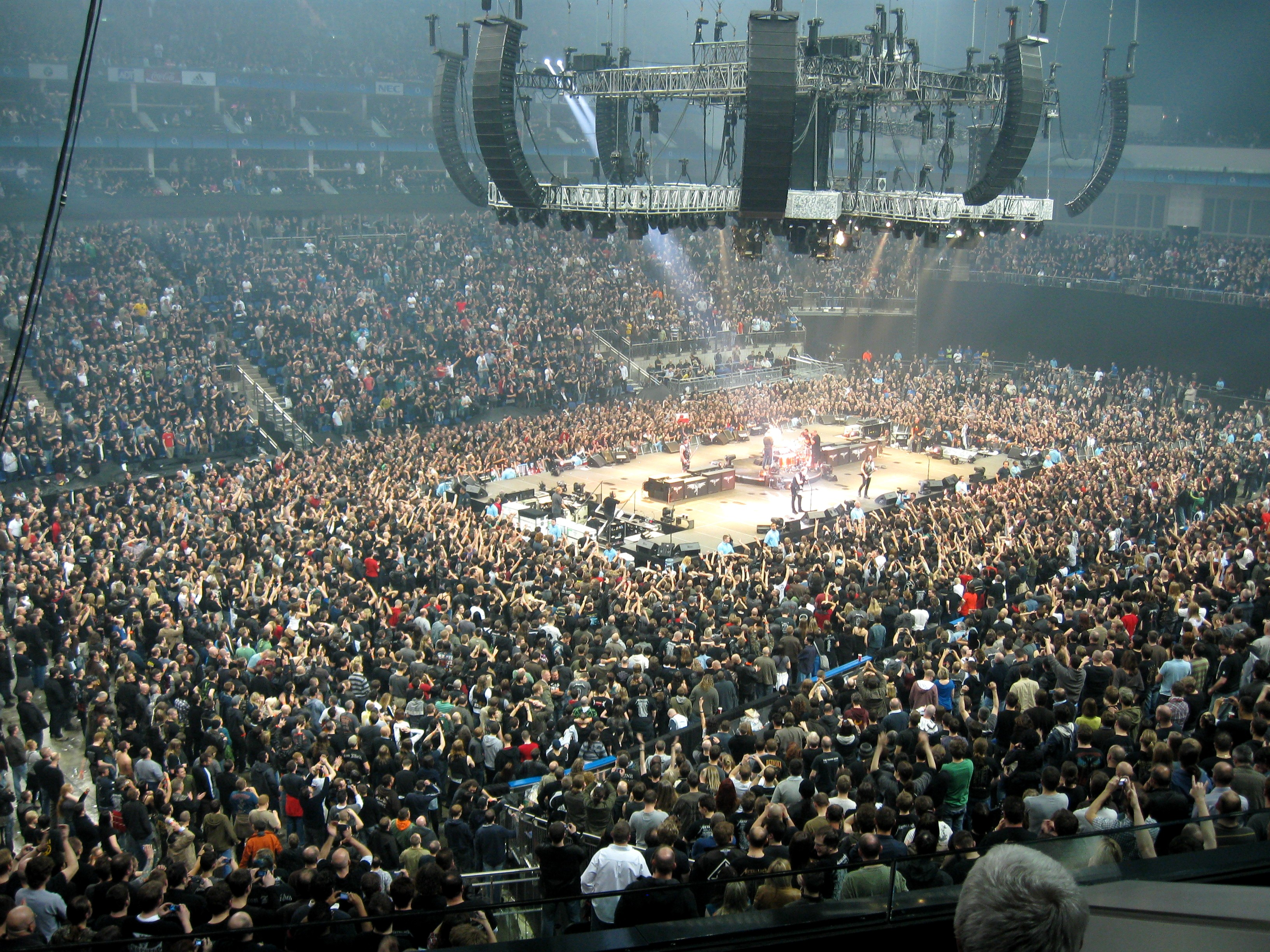
Metallica-konsert 28 mars 2009.
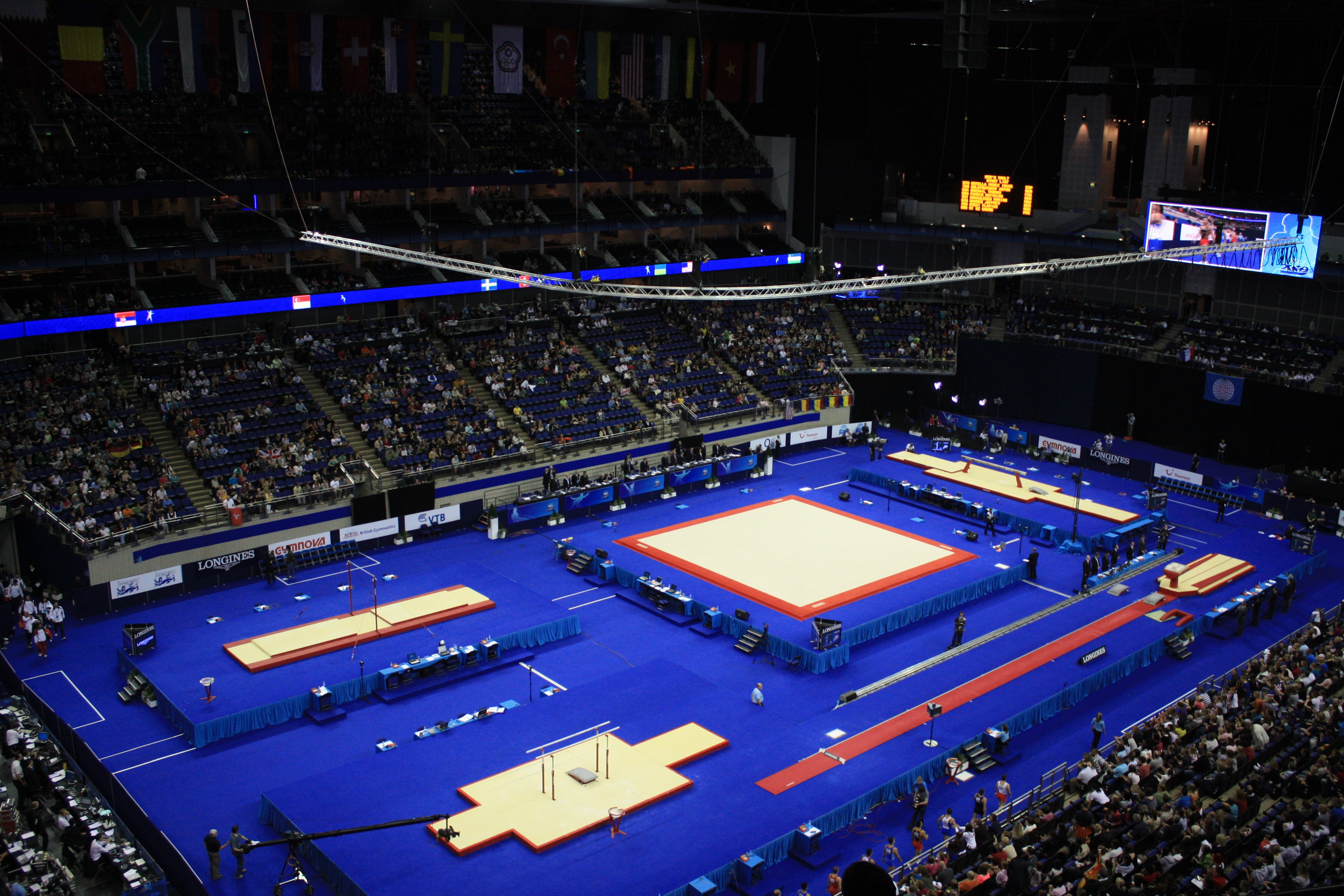
VM i artistisk gymnastik 2009.